# Violier (geslacht)
Violier (Malcolmia) is een geslacht uit de kruisbloemenfamilie (Brassicaceae). 

## Soorten
- Malcolmia africana
- Malcolmia flexuosa - zeeviolier
- Malcolmia maritima